# Castillo de Torres de Albanchez
El castillo de Torres de Albanchez está actualmente integrado, en exclusiva, por su Torre del homenaje, situada en el centro del pueblo del mismo nombre, en la provincia de Jaén (España). Existen restos sin excavar arqueológicamente, de otro castillo situado en las afueras del pueblo, conocido como Castillo de la Yedra y que, según algunos autores, es el castillo a que se refieren las crónicas históricas. Está declarado Bien de Interés Cultural, conforme al decreto de 22 de abril de 1949. 

## Descripción
La Torre del homenaje, situada junto a la iglesia parroquial, es una torre cuadrada, con 12,5 m de lado en su base, rodeada de un parapeto macizo con cubos, también macizos, protegiendo sus esquinas. La torre cuenta, actualmente, con tres plantas abovedadas, aunque parece ser que anteriormente tuvo una cuarta. La planta baja se asienta directamente sobre la roca, en la que hay excavado un aljibe. Las dos plantas superiores, poseen aposentos estribados en un muro central. 

## Historia
Esta Torre parece corresponderse con obra de origen cristiano, de la primera mitad del siglo XIV, aunque los arqueólogos atribuyen la fábrica del recinto exterior al siglo XV, al incorporar ya elementos defensivos vinculados al uso de la pólvora. A esta torre se refiere, de forma clara, la Relación de Felipe II, de 1575
Según esto, el castillo que pasó a la Orden de Santiago en 1235, y cuya toma atribuye la Relación de Francisco de León al conde Rodrigo Manrique, debe referirse al antes citado, y casi desaparecido, Castillo de La Yedra, al igual que otras crónicas de la época, que lo definen como castillo despoblado y en el circuito de un población antigua con los edificios caídos y desbaratados.